# Bruno Kreisky
Bruno Kreisky (født 22. januar 1911, død 29. juli 1990) var en østrigsk politiker for Østrigs socialdemokratiske parti (SPÖ). Han var Østrigs forbundskansler 1970 – 1983.
Kreisky blev født i Wien i en velhavende familie af jødisk afstamning. Faderen var klædefabrikant. Som 15-årig blev han medlem af ungdomsorganisationen i Østrigs socialdemokratiske parti (SPÖ) og forblev politisk aktiv, mens han studerede jura ved Universität Wien. I 1934 blev det socialdemokratiske parti forbudt af Engelbert Dollfuss' diktatur, men Kreisky fortsatte sine politiske aktiviteter. Han blev arresteret i 1935 og dømt for forræderi, men blev løsladt i 1936. Fra 1938 til 1945 boede han i Sverige, hvor han i 1942 giftede sig med Vera Fürth.
Kreisky kom tilbage til Østrig i maj 1946, men han blev snart sendt tilbage til Stockholm som diplomat. I 1951 flyttede han igen til Wien, hvor han blev politisk rådgiver for præsident Theodor Körner. To år senere blev han statssekretær i udenrigsministeriet. Han deltog dermed i forhandlingerne som afsluttede besættelsen af Østrig i 1955 gennem den Østrigske Statstraktat.
Kreisky blev valgt til det østrigske Nationalråd i 1956. Han blev samtidig medlem af partiets hovedbestyrelse sammen med Bruno Pittermann, Felix Slavik og Franz Olah. I 1959 blev han Østrigs udenrigsminister i den konservative Julius Raabs koalitionsregering. Han spillede en central rolle i grundlæggelsen af EFTA, hjalp med at løse Sydtyrol-problemet med Italien, og foreslog en hjælpeplan for den tredje verden.
Kreisky forlod posten som udenrigsminister i 1966, da det konservative ÖVP vandt en absolut majoritet af pladserne i Nationalrådet. I februar 1967 blev han formand for det socialdemokratiske parti. Ved valget i april 1970 blev Socialdemokraterne det største parti, og Kreisky blev Østrigs forbundskansler. Han var den første jødiske kansler i Østrig. I oktober 1971 udskrev han nyvalg og vandt absolut majoritet. Også valgene i 1975 og 1979 var sejre for Kreisky.
Kreisky og hans nære allierede justitsminister Christian Broda førte en politik med flere liberale reformer, i et land hvor konservative, katolske værdier stod stærkt. Han reformerede Østrigs familielove, fængslerne, afkriminaliserede abort og homoseksuelle aktiviteter. Han forsøgte imidlertid også at bygge bro mellem den katolske kirke og socialistpartiet og fandt en samarbejdspartner i Wiens ærkebiskop, kardinal Franz König. Han reducerede værnepligten fra ni til seks måneder og styrkede arbejdernes rettigheder, nedbragte arbejdsugen til 40 timer og lovfæstede lige rettigheder for mænd og kvinder. Kreiskys regering gav også rettigheder for landets slovenske og kroatiske sproglige minoriteter. Som følge af oliekrisen i 1974 igangsatte han udviklingen af et atomkraftværk for at begrænse landets afhængighed af olie, selv om denne politik blev forladt efter en folkeafstemning i 1978.
Kreisky spillede en fremtrædende rolle i internationale spørgsmål, og han samarbejdede med europæiske ledere som Tysklands kansler Willy Brandt og Sveriges statsminister Olof Palme. Selv om Østrigs grundlov forhindrede landet i at blive medlem af EU, var han en stærk tilhænger af europæisk integration. Østrig så sig selv som en bro mellem øst og vest, og var vært for vigtige internationale forhandlinger. Den 30. marts 1978 besøgte han som den første vestlige regeringschef DDR.
Kreisky afviste zionismen. Han havde positive forbindelser med arabiske ledere som Anwar Sadat og Muammar al-Gaddafi, og i 1980 etablerede Østrig også kontakt med Den palæstinensiske Befrielsesfront (PLO). Han forsøgte at bruge sin position som europæisk jødisk socialist til at mægle mellem Israel og araberne. Det medførte et anstrengt forhold til bl.a. Israels statsminister Golda Meir.
I 1976 blev Bruno Kreisky Menschenrechtsstiftung grundlagt for at markere Kreiskys 65-årsdag. Hvert andet år uddeler stiftelsen "Bruno Kreiskys menneskeretspris" til en international personlighed, som har fremmet menneskerettigheder.
Som taler var Kreisky et naturtalent. Han havde en karismatisk fremtoning, vandt let debatter og baserede sig hellere på sit eget intellektuelle vid end på taler skrevet af rådgivere.
I april 1983 tabte Socialdemokraterne det absolutte flertal i Nationalrådet, og Kreisky afviste at danne en mindretalsregering. Han gik af og anbefalede sin uddannelsesminister Fred Sinowatz som sin efterfølger. Hans helbred var svigtende, og i 1984 fik han en akut nyretransplantation. Han døde i Wien i juli 1990. Bruno Kreisky er begravet på Wiener Zentralfriedhof.